# Dean-Charles Chapman
Dean-Charles Chapman, född 7 september 1997 i Havering, Essex, är en brittisk skådespelare.
Chapman har bland annat medverkat i TV-serierna I hatets mitt och The Acolyte. Han har även medverkat i filmen 1917.

## Filmografi (i urval)
- 2017 – Breathe
- 2018 – The Commuter
- 2019 – The King
- 2019 – 1917
- 2022 – I hatets mitt (TV-serie)
- 2024 – The Acolyte (TV-serie)
- 2025 – Too Much (TV-serie)